# Ninja Assassin
Ninja Assassin là một bộ phim hành động - võ thuật Mỹ đạo diễn bởi James McTeigue và nam ca sĩ Hàn Quốc Rain đảm nhiệm vai chính. Phim được sản xuất bởi Joel Silver và anh em nhà Wachowski, được quay tại Berlin, Đức và công chiếu vào ngày 25 tháng 11 năm 2009.

## Nội dung
Gia tộc Ozunu, đứng đầu bởi thủ lĩnh Ozunu, huấn luyện những đứa trẻ mồ côi trên khắp thế giới để chúng trở thành những sát thủ ninja. Raizo là một trong những đứa trẻ mồ côi đó. Việc huấn luyện của gia tộc Ozunu cực kỳ tàn nhẫn, đặc biệt là với Raizo vì cậu được chọn là người kế thừa gia tộc. Tình thương duy nhất cậu cảm nhận được là từ cô bé Kiriko tốt bụng. Thời gian trôi qua, Kiriko dần dần không còn tin tưởng gia tộc và muốn thoát khỏi nó. Một đêm mưa gió, Kiriko rủ Raizo bỏ trốn nhưng cậu muốn ở lại. Kiriko bỏ trốn một mình thì bị bắt lại, bị kết tội phản bội và bị giết chết bởi tên sư huynh Takeshi ngay trước mặt Raizo.
Nhiều năm sau, Raizo lớn lên được thủ lĩnh Ozunu giao nhiệm vụ ám sát đầu tiên ở Berlin. Sau khi hoàn thành nhiệm vụ, lão thủ lĩnh ra lệnh cho anh giết một người bị kết tội phản bội. Nhớ lại cái chết của Kiriko, Raizo chém vào mặt lão thủ lĩnh bằng Kyoketsu-shoge (cọng dây có gắn lưỡi dao) và chiến đấu chống lại những tên ninja khác. Anh ngã khỏi sân thượng và rơi xuống sông. Sau nhiều năm trôi qua, Raizo hồi phục và thường xuyên tập luyện võ thuật.
Trong khi đó, nữ đặc vụ Europol Mika Coretti đang điều tra những vụ ám sát chính trị và biết được chúng có liên quan đến gia tộc Ozunu. Cô cãi lời cấp trên Ryan Maslow và lục lại hồ sơ bí mật để tìm hiểu thêm. Gia tộc Ozunu biết chuyện Mika đang điều tra về chúng nên cử người đến giết cô, nhưng Raizo đã cứu mạng cô. Mika thuyết phục Raizo cung cấp chứng cứ cho cơ quan Europol để chống lại gia tộc Ozunu. Tuy nhiên, Raizo bị lực lượng của Maslow bắt giữ để tra khảo.
Maslow sau đó đưa một thiết bị định vị cho Mika, đề phòng trường hợp khẩn cấp. Nhóm ninja tấn công vào nhà an toàn của Europol để giết Raizo và mọi người bên trong. Trong lúc hỗn loạn, Mika và Raizo bỏ chạy, nhưng Raizo đã bị thương khá nặng. Mika cho Raizo ẩn náu trong một nhà nghỉ, rồi cô đặt thiết bị định vị vào người anh. Mika trốn bên ngoài chờ lực lượng đặc nhiệm đến trong khi bọn ninja lẻn vào nhà nghỉ và bắt Raizo đi.
Bọn ninja đưa Raizo về lại Nhật Bản cho lão thủ lĩnh xử tội anh. Trên đường đi, Raizo đã dùng kỹ thuật ninja để tự chữa lành những vết thương. Nhờ có thiết bị định vị của Mika mà lực lượng Europol đã tìm ra căn cứ bí mật của gia tộc Ozunu, nằm trên vùng núi Nhật Bản. Họ tấn công vào căn cứ đúng lúc lão thủ lĩnh định giết Raizo. Các đặc vụ bắn pháo sáng lên trời, thắp sáng cả màn đêm, giúp họ dễ dàng chiến đấu với bọn ninja. Raizo giết chết Takeshi rồi đối đầu với lão thủ lĩnh trong trận đấu kiếm tay đôi. Mika giúp đỡ Raizo và bị đâm bởi lão thủ lĩnh. Raizo sau đó dùng kỹ năng dịch chuyển siêu tốc rồi chém tới tấp vào người lão thủ lĩnh, kết liễu lão. May mắn là Mika vẫn còn sống sau nhát đâm vì trái tim cô nằm ở ngực bên phải, cô được đưa đi bệnh viện.
Sau khi tiêu diệt bọn ninja, lực lượng Europol rút đi, một mình Raizo ở lại căn cứ Ozunu hoang tàn. Raizo leo lên bức tường mà ngày xưa Kiriko đã từng leo, anh nhìn cảnh vật trước mặt rồi mỉm cười vì giờ đây mình đã được tự do thật sự.

## Diễn viên
- Rain vai Raizo, một trong những sát thủ đáng sợ nhất thế giới.[2]
  - Lee Joon vai Raizo lúc thiếu niên
- Naomie Harris vai Mika Coretti, đặc vụ Europol.[1]
- Ben Miles vai Ryan Maslow, cấp trên của Mika.[1]
- Sho Kosugi vai thủ lĩnh gia tộc Ozunu.[2]
- Rick Yune vai Takeshi, sư huynh được gia tộc Ozunu gửi đến.[1]
- Anna Sawai vai Kiriko lúc thiếu niên
- Wladimir Tarasjanz vai Aleksei Sabatin
- Eleonore Weisgerber vai bà Sabatin
- Sung Kang vai Hollywood[3]
- Phạm Linh Đan vai nữ ninja
- Randall Duk Kim vai thợ xăm mình